# Litouwen op het Eurovisiesongfestival

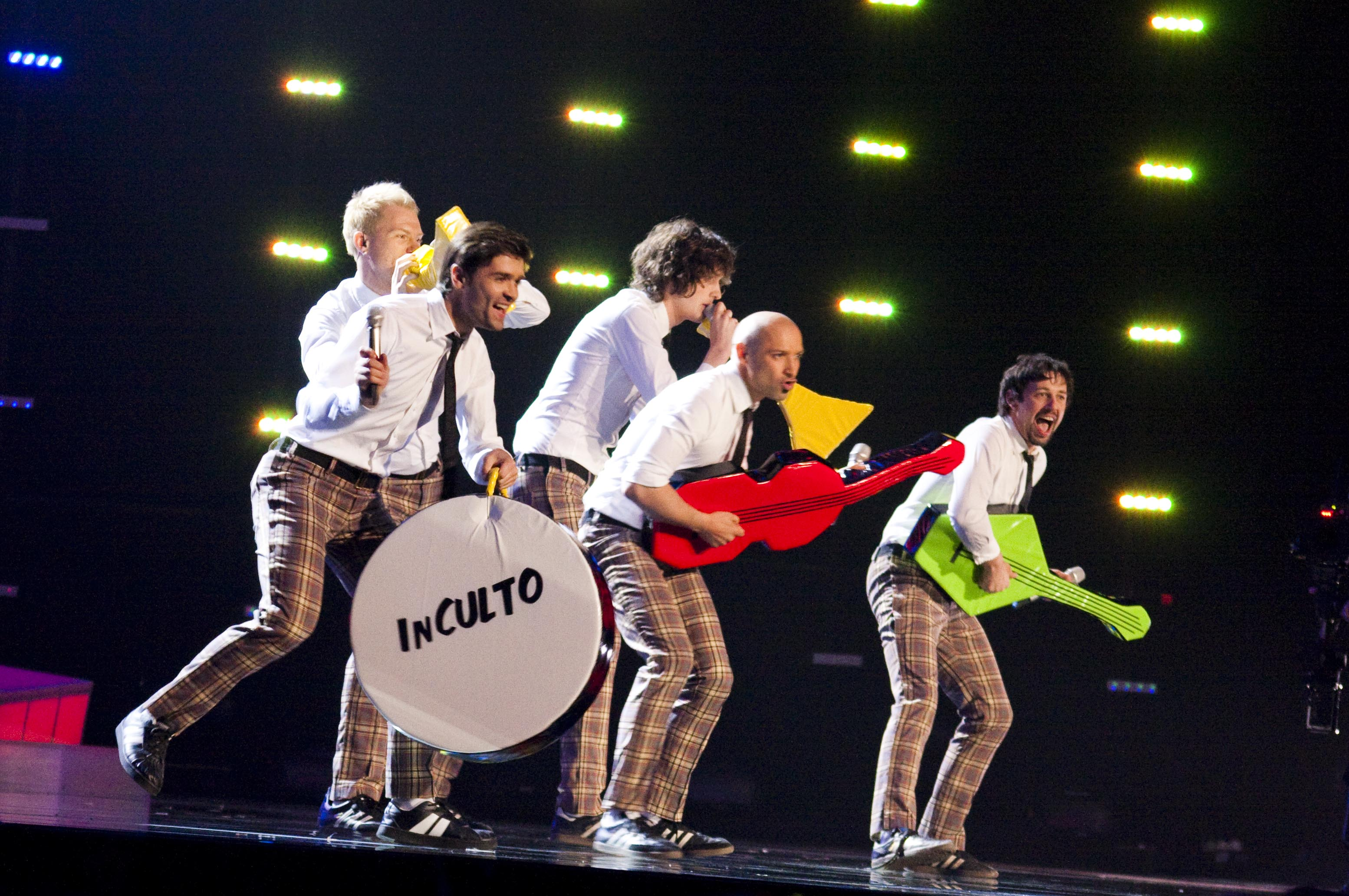
InCulto in Oslo (2010)

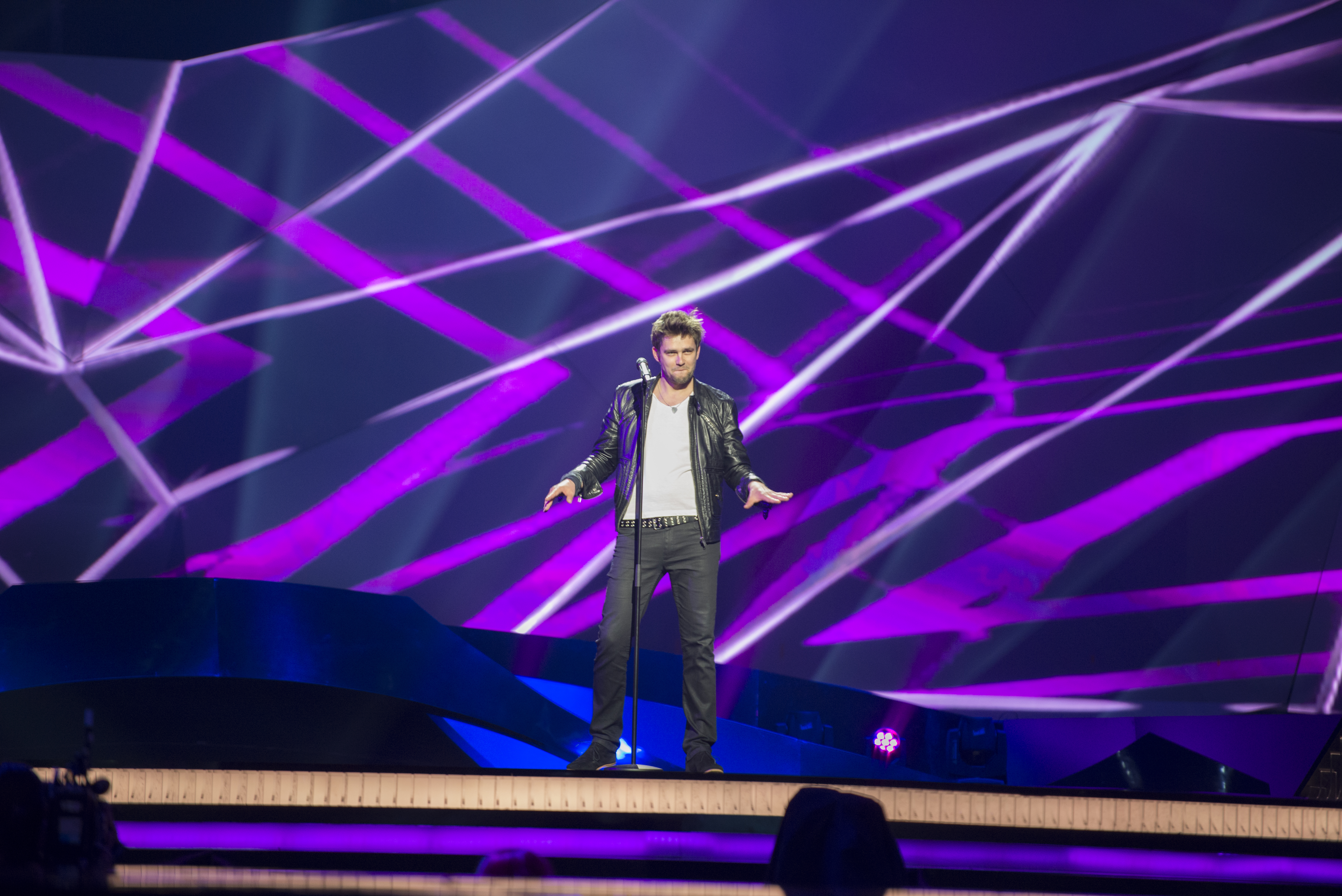
Andrius Pojavis in Malmö (2013)

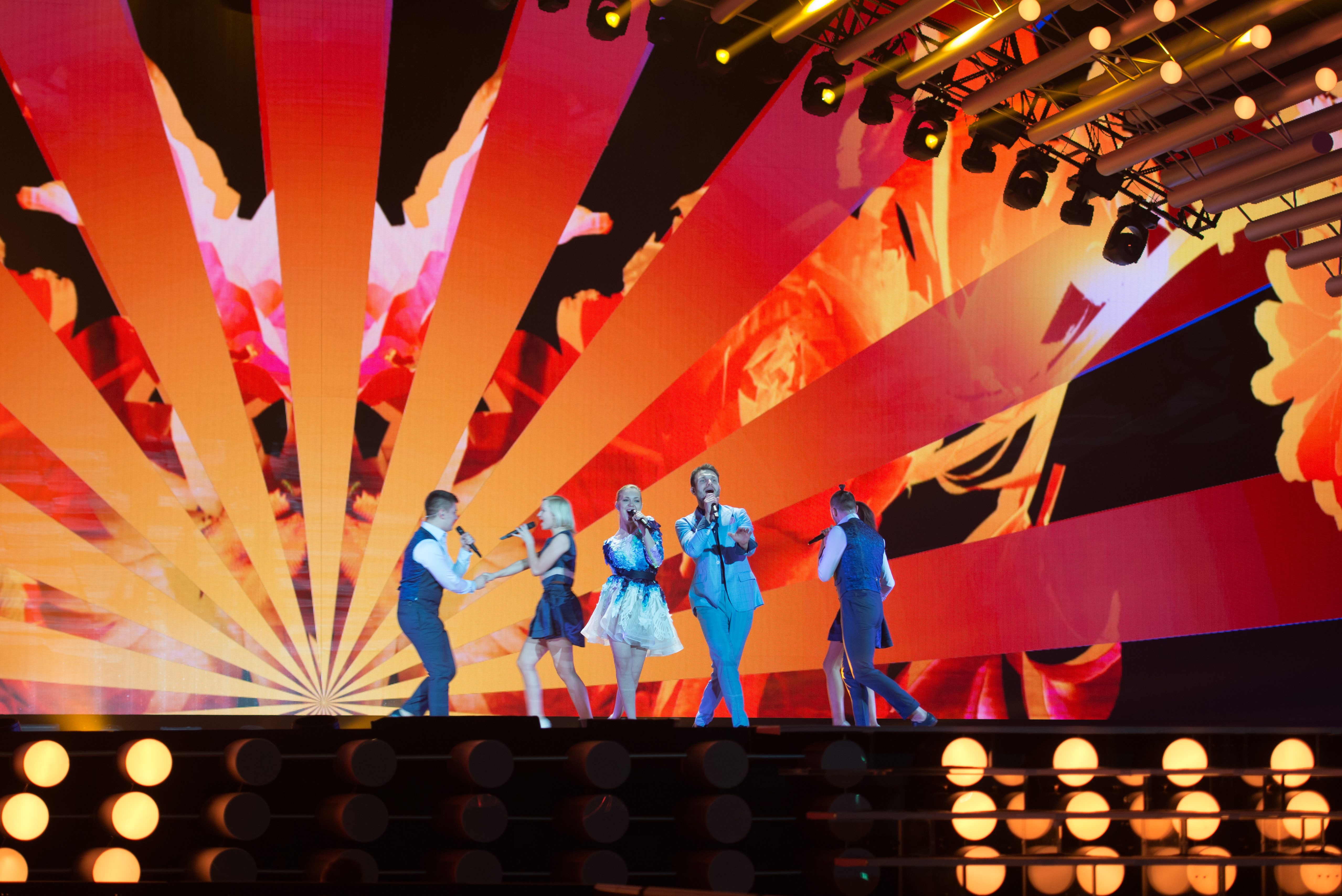
Monika Linkytė & Vaidas Baumila in Wenen (2015)

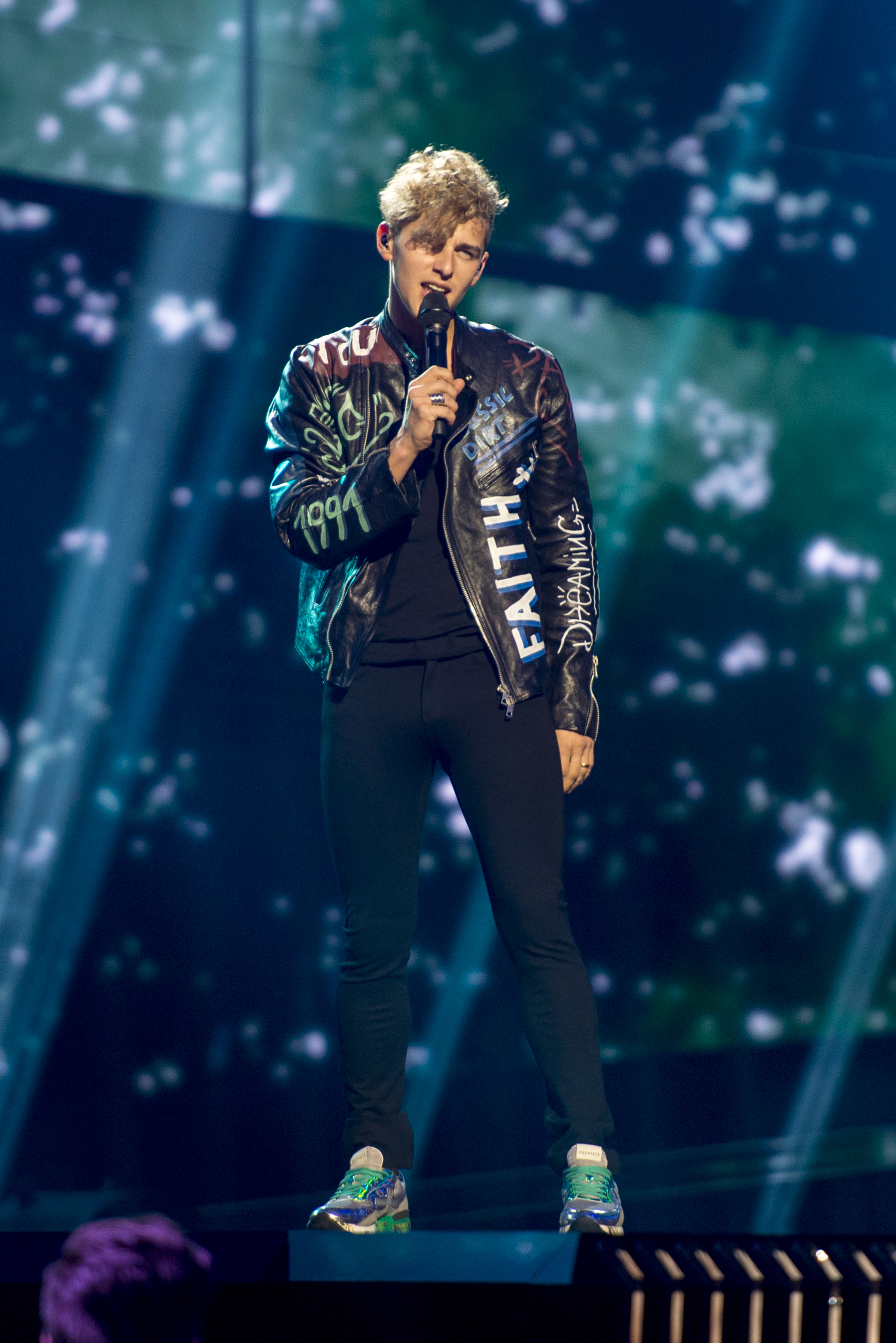
Donny Montell in Stockholm (2016)

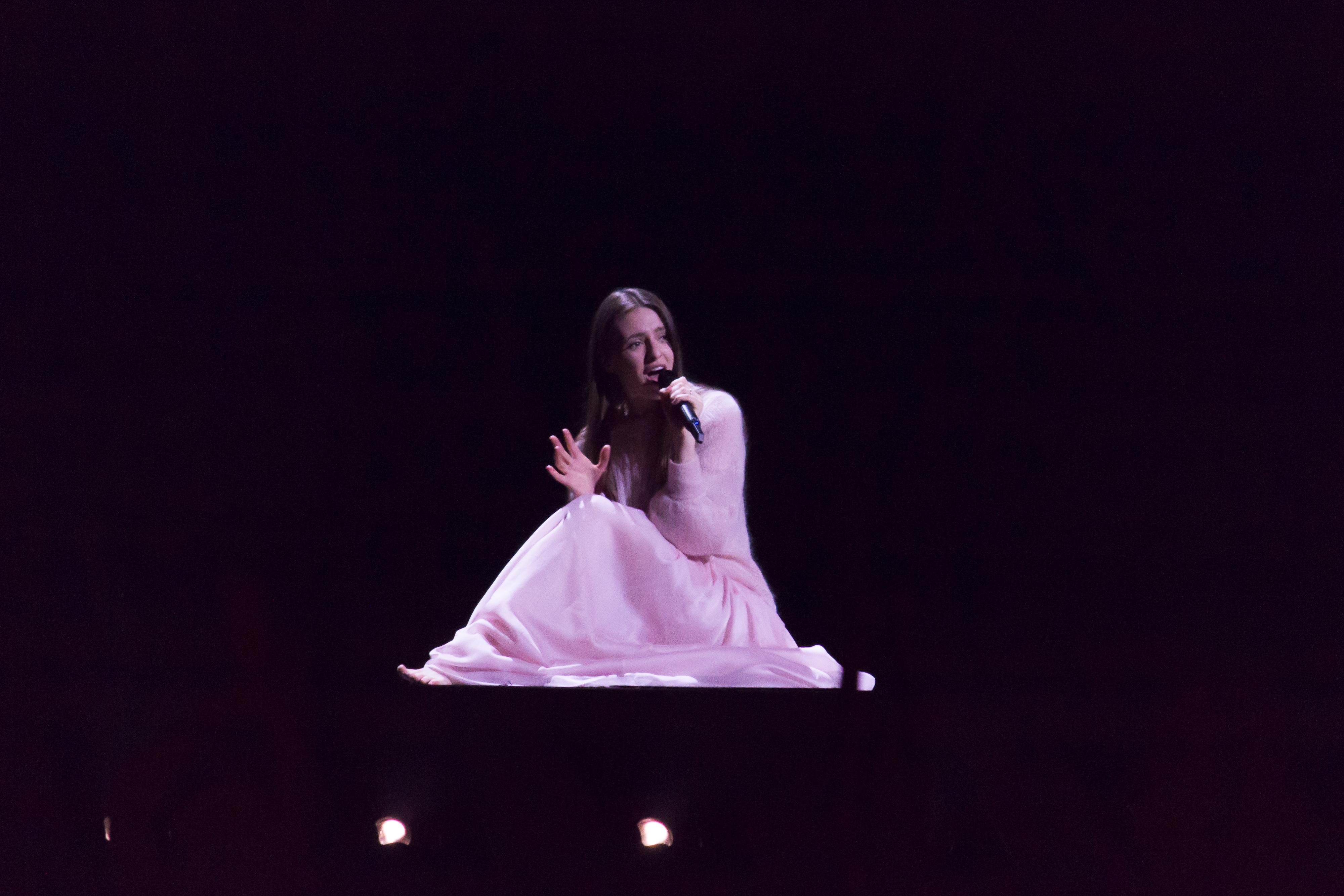
Ieva Zasimauskaitė in Lissabon (2018)

Litouwen doet sinds 1994 mee aan het Eurovisiesongfestival.

## Historie
Litouwen scoort vaak matig op het songfestival. Afgezien van de jaren 2006, 2016 en 2021, toen in de finale een top 10-plaats werd binnengesleept, heeft Litouwen verder nooit grote successen gekend. Dit in tegenstelling tot de twee andere Baltische staten, buurland Letland en Estland, die beiden het Eurovisiesongfestival al eens wonnen.

### Beginjaren
Het debuut van Litouwen op het songfestival, in 1994 in Dublin, verliep vrij dramatisch. De Litouwse zanger Ovidijus Vyšniauskas had de eer om als eerste in de geschiedenis zijn land op het festival te vertegenwoordigen, maar hij wist bij de puntentelling geen enkel punt binnen te halen. Litouwen eindigde zodoende op de allerlaatste plaats, een blamage die het land niet kon waarderen. Het leidde ertoe dat Litouwen vier jaar lang wegbleef van het songfestival.
Pas in 1999 keerde Litouwen terug voor een tweede deelname. Aistė Smilgevičiūtė ging naar Jeruzalem met het lied Strazdas, dat ondanks de vrije taalregel in de eigen landstaal gezongen werd. Het werd echter wederom een teleurstellend resultaat: Strazdas strandde op de 20e plek, en dat betekende tevens dat Litouwen in 2000 thuis moest blijven.

### 2000–2010
Op het Eurovisiesongfestival van 2001 in Kopenhagen deed Litouwen een nieuwe poging, met het liedje You got style van de groep Skamp. Het werd met een 13e plaats en 35 punten een middelmatig maar redelijk succesje. Een jaar later, in 2002, selecteerde Litouwen de groep B'Avarija om naar Tallinn af te reizen. Hun nummer We all, dat volgens sommigen een kanshebber was op een hoge notering, bleek echter te vroeg uitgebracht te zijn en werd daarom gediskwalificeerd. Het gevolg was dat de nummer 2 uit de nationale finale, zanger Aivaras, ingezonden werd, maar zijn lied, Happy you, werd door Europa niet goed ontvangen. Aivares eindigde op de voorlaatste plaats en Litouwen moest wederom een jaar overslaan.
In 2004 werd de halve finale op het songfestival ingevoerd. Litouwen was een van de landen die zich moest zien te plaatsen bij de beste tien om kwalificatie af te dwingen voor de finale. Dat mislukte; het duo Linas & Simona belandde met het nummer What's happened to your love op een 16de plaats met slechts 26 punten. Het betekende dat Litouwen in 2005 opnieuw moest aantreden in de halve finale en deed dat met het enigszins swingende Little by little van Laura & The Lovers. Vooraf waren de verwachtingen hooggespannen, maar uiteindelijk kwam het niet verder dan de allerlaatste plaats.
In 2006 besloot Litouwen het over een andere boeg te gooien. Men vond dat het tijd was voor iets totaal anders en er werd een lange reeks voorrondes gehouden. Hierin viel de groep LT United, die speciaal voor het songfestival was samengesteld, het meest op. De uit zes heren bestaande formatie had een clowneske act bedacht en de titel van het nummer, We are the winners (of Eurovision), zou bovendien garant staan voor een hoop media-aandacht. Met grote voorsprong werden de voorrondes dan ook gewonnen en LT United mocht afreizen naar Athene.
De Litouwse inzending deed Europa in eerste instantie de wenkbrauwen fronsen. De spot van de act werd niet door iedereen begrepen, en de komisch bedoelde songtekst van We are the winners, waarin tevens werd opgeroepen massaal op Litouwen te stemmen, werd door sommigen als arrogant ervaren. De kansen op een hoge notering leken zodoende niet al te hoog. Toch groeiden de heren van LT United tijdens de halve finale uit tot grote publieksfavorieten. De vijfde plek die de groep behaalde was goed genoeg om door te mogen naar de grote finaleshow. Met 162 punten werd hierin uiteindelijk een zesde plek bemachtigd, het grootste succes voor Litouwen ooit op een Eurovisiesongfestival. De mannen van LT United werden bij terugkomst in het thuisland dan ook als helden ontvangen. In sommige andere landen stond het succes van We are the winners symbool voor de opvatting dat de act op het songfestival definitief belangrijker geworden is dan de zang.
Litouwen was, dankzij het succes van LT United in 2006, bij het Eurovisiesongfestival van 2007 rechtstreeks geplaatst voor de finale. Dit keer werd er weer gekozen voor een serieus en ingetogen liedje, Love or leave van de groep 4Fun. Het kon geen potten breken: Litouwen eindigde op de 21ste plaats en was in 2008 weer veroordeeld tot de halve finale, waar Litouwen onvoldoende scoorde om naar de finale te mogen. Met Sasha Son haalde Litouwen in 2009 een 23ste plaats.

### 2010–2019
Het lukte de Litouwers niet om door te gaan naar de finale in 2010, echter in 2011 werd wel de finale gehaald.
In 2012 werd aanvankelijk gedacht dat Litouwen de finale niet zou halen. Vervolgens stootte Donny Montell toch door met zijn liedje Love is blind. Naderhand bleek zelfs dat hij derde was geworden in de halve finale. Uiteindelijk eindigde hij in wat voor Litouwse begrippen een "gerespecteerde" veertiende plek is.
Een jaar later, in 2013, werd de finale dankzij Andrius Pojavis weer gehaald, maar dit keer eindigden de Litouwers bijna onderaan het scorebord. In 2014 haalde Litouwen nipt de finale niet. In 2015 geraakten Monika Linkytė & Vaidas Baumila wel in de finale en eindigden er op de 18de plaats. In 2016 deed Donny Montell opnieuw mee, ditmaal met het nummer I've been waiting for this night. Tegen de verwachtingen in eindigde Montell in de finale op de negende plaats, waarmee Litouwen voor het eerst in tien jaar weer in de top 10 belandde. De groep Fusedmarc kon dat in 2017 niet herhalen: zij bleven steken in de halve finale. In 2018 haalde Ieva Zasimauskaitė met When we're old wel weer de finale, waar ze twaalfde werd.
Jurijus Veklenko vertegenwoordigde Litouwen in 2019 met het nummer Run with the lions. Hij kreeg één punt te weinig om zich voor de finale te kwalificeren.

### Sinds 2020
In 2020 zou Litouwen vertegenwoordigd worden door The Roop. Hun lied On fire werd getipt als kanshebber voor een hoge notering, maar vanwege de coronapandemie ging het festival dat jaar niet door. Een jaar later gaf de Litouwse omroep de groep een tweede kans door hen rechtstreeks plaatsen voor de finale van de Litouwse preselectie. Met het nummer Discoteque wist de band opnieuw te winnen, waardoor ze alsnog mochten aantreden op het songfestival in Rotterdam. De inzending behaalde er de achtste plaats.
Monika Liu eindigde in 2022 op de veertiende plaats met het nummer Sentimentai. Sinds de eerste Litouwse inzending in 1994 was dit pas de tweede keer dat het land aantrad met een nummer in de eigen taal. In 2023 was het opnieuw de beurt aan Monika Linkytė, die in 2015 ook al deelnam. Ze haalde solo de elfde plaats in de finale. In 2024 werd Silvester Belt uitgeroepen tot Litouwse inzending. Hij eindigde, net als Monika Liu twee jaar eerder, op de veertiende plaats in de finale met een Litouwstalig lied. In 2025 ging Litouwen met een alternatieve inzending opnieuw naar de finale. De groep Katarsis werd 16de.

## Litouwse deelnames
| Jaar | Artiest                         | Titel                            | Fin. | Ptn. | Semi | Ptn. | Taal               |
| ---- | ------------------------------- | -------------------------------- | ---- | ---- | ---- | ---- | ------------------ |
| 1994 | Ovidijus Vyšniauskas            | Lopsine mylimai                  | 25   | 0    |      |      | Litouws            |
| 1999 | Aistė Smilgevičiūtė             | Strazdas                         | 20   | 13   |      |      | Samogitisch        |
| 2001 | Skamp                           | You got style                    | 13   | 35   |      |      | Engels             |
| 2002 | Aivaras                         | Happy you                        | 23   | 12   |      |      | Engels             |
| 2004 | Linas & Simona                  | What's happened to your love     | X    | X    | 16   | 26   | Engels             |
| 2005 | Laura & The Lovers              | Little by little                 | X    | X    | 25   | 17   | Engels             |
| 2006 | LT United                       | We are the winners               | 6    | 162  | 5    | 163  | Engels             |
| 2007 | 4Fun                            | Love or leave                    | 21   | 28   | X    | X    | Engels             |
| 2008 | Jeronimas Milius                | Nomads in the night              | X    | X    | 16   | 30   | Engels             |
| 2009 | Sasha Son                       | Love                             | 23   | 23   | 9    | 66   | Engels en Russisch |
| 2010 | InCulto                         | Eastern European funk            | X    | X    | 12   | 44   | Engels             |
| 2011 | Evelina Sašenko                 | C'est ma vie                     | 19   | 63   | 5    | 81   | Engels en Frans    |
| 2012 | Donny Montell                   | Love is blind                    | 14   | 70   | 3    | 104  | Engels             |
| 2013 | Andrius Pojavis                 | Something                        | 22   | 17   | 9    | 53   | Engels             |
| 2014 | Vilija Matačiūnaitė             | Attention                        | X    | X    | 11   | 36   | Engels             |
| 2015 | Monika Linkytė & Vaidas Baumila | This time                        | 18   | 30   | 7    | 67   | Engels             |
| 2016 | Donny Montell                   | I've been waiting for this night | 9    | 200  | 4    | 222  | Engels             |
| 2017 | Fusedmarc                       | Rain of revolution               | X    | X    | 17   | 42   | Engels             |
| 2018 | Ieva Zasimauskaitė              | When we're old                   | 12   | 181  | 9    | 119  | Engels             |
| 2019 | Jurijus Veklenko                | Run with the lions               | X    | X    | 11   | 93   | Engels             |
| 2021 | The Roop                        | Discoteque                       | 8    | 220  | 4    | 203  | Engels             |
| 2022 | Monika Liu                      | Sentimentai                      | 14   | 128  | 7    | 159  | Litouws            |
| 2023 | Monika Linkytė                  | Stay                             | 11   | 127  | 4    | 110  | Engels en Litouws  |
| 2024 | Silvester Belt                  | Luktelk                          | 14   | 90   | 4    | 119  | Litouws            |
| 2025 | Katarsis                        | Tavo akys                        | 16   | 96   | 6    | 103  | Litouws            |

## Punten
In de periode 1994-2025. Punten uit halve finales zijn in deze tabellen niet meegerekend.
| Plaats | Land     | Punten |
| ------ | -------- | ------ |
| 1      | Oekraïne | 165    |
| 2      | Zweden   | 142    |
| 3      | Rusland  | 129    |
| 4      | Letland  | 119    |
| 5      | Estland  | 113    |

| Plaats | Land                | Punten |
| ------ | ------------------- | ------ |
| 1      | Letland             | 161    |
| 2      | Ierland             | 131    |
| 3      | Verenigd Koninkrijk | 125    |
| 4      | Estland             | 85     |
| 5      | Georgië             | 81     |
| 5      | Oekraïne            | 81     |

### Twaalf punten gegeven aan Litouwen
(J) = jury, (T) = televoting
| Aantal | Land                | Wanneer                                  |
| ------ | ------------------- | ---------------------------------------- |
| 5      | Ierland             | 2006, 2007, 2016 (t), 2018 (t), 2021 (t) |
| 2      | Georgië             | 2011, 2012                               |
| 2      | Noorwegen           | 2018 (t), 2021 (t)                       |
| 2      | Letland             | 2018 (t), 2021 (t)                       |
| 2      | Oekraïne            | 2016 (j), 2025 (t)                       |
| 2      | Verenigd Koninkrijk | 2018 (t), 2021 (t)                       |
| 1      | Estland             | 2018 (t)                                 |
| 1      | Kroatië             | 2018 (j)                                 |
| 1      | Polen               | 2011                                     |
| 1      | Italië              | 2021 (j)                                 |
| 1      | Duitsland           | 2021 (t)                                 |

### Twaalf punten gegeven door Litouwen
(Vetgedrukte landen waren ook de winnaar van dat jaar.)
| Jaar | Land          | Jaar | Land          | Jaar | Land                      | Jaar | Land                         |
| ---- | ------------- | ---- | ------------- | ---- | ------------------------- | ---- | ---------------------------- |
| 1994 | Polen         | 2002 | Letland       | 2010 | Georgië                   | 2018 | Oostenrijk (j) Estland (t)   |
| 1995 | Geen deelname | 2003 | Geen deelname | 2011 | Georgië                   | 2019 | Nederland (j) Rusland (t)    |
| 1996 | Geen deelname | 2004 | Oekraïne      | 2012 | Azerbeidzjan              | 2021 | Oekraïne (j&t)               |
| 1997 | Geen deelname | 2005 | Letland       | 2013 | Azerbeidzjan              | 2022 | Oekraïne (j+t)               |
| 1998 | Geen deelname | 2006 | Rusland       | 2014 | Nederland                 | 2023 | Zweden (j) Finland (t)       |
| 1999 | Ierland       | 2007 | Georgië       | 2015 | Letland                   | 2024 | Zwitserland (j) Oekraïne (t) |
| 2000 | Geen deelname | 2008 | Rusland       | 2016 | Australië (j) Letland (t) | 2025 | Letland (j+t)                |
| 2001 | Estland       | 2009 | Noorwegen     | 2017 | Portugal (j+t)            |      |                              |

(j) = vakjury; (t) = televoting
1994 · 1995-1998 · 1999 · 2000 · 2001 · 2002 · 2003 · 2004 · 2005 · 2006 · 2007 · 2008 · 2009 · 2010 · 2011 · 2012 · 2013 · 2014 · 2015 · 2016 · 2017 · 2018 · 2019 · 2020 · 2021 · 2022 · 2023 · 2024 · 2025